# Minnesotaterritorium

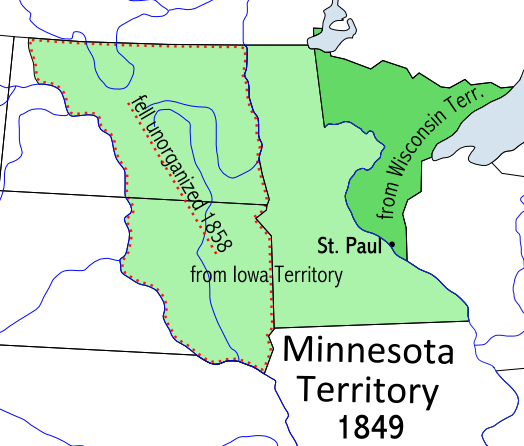
Het territorium werd in 1849 gevormd uit restanten van het Wisconsinterritorium (middengroen) en het Iowaterritorium (lichtgroen). In 1858 werd het oostelijke deel de staat Minnesota, waarna het westelijke deel drie jaar zonder bestuur viel.

Het Minnesotaterritorium (Engels: Territory of Minnesota, Minnesota Territory) was een georganiseerd en geïncorporeerd territorium van de Verenigde Staten van 3 maart 1849 tot 11 mei 1858. Het territorium werd gevormd uit overblijfsels van het Iowaterritorium en het Wisconsinterritorium. In 1858 werd het oosten toegelaten tot de unie als de staat Minnesota, waarna het westen zonder territoriaal bestuur viel tot in 1861 het Dakotaterritorium werd gesticht.
Bij de oprichting woonden er zo'n 5000 kolonisten in het territorium. Er waren geen wegen naar Iowa of Wisconsin; het belangrijkste transportmiddel waren binnenschepen op voornamelijk de Mississippi. Nederzettingen bevonden zich dan ook langs deze waterwegen. Bij de volkstelling van 1850 telden de 9 county's samen 6077 inwoners. Tien jaar later woonden er 172.000 mensen in de nieuwe staat Minnesota.

## Gouverneurs
| Naam                 | Termijn                     | Partij    |
| -------------------- | --------------------------- | --------- |
| Alexander Ramsey     | 1 juni 1849 – 15 mei 1853   | Whig      |
| Willis Arnold Gorman | 15 mei 1853 – 23 april 1857 | Democraat |
| Samuel Medary        | 24 mei 1857 – 24 mei 1858   | Democraat |

Georganiseerde en geïncorporeerde territoria: Noordwest (1787–1803) · Zuidwest (1790–1796) · Mississippi (1798–1817) · Indiana (1800–1816) · Orleans (1804–1812) · Louisiana/Missouri (1805–1821) · Michigan (1805–1837) · Illinois (1809–1818) · Alabama (1817–1819) · Arkansas (1819–1836) · Florida (1822–1845) · Indian Territory (1834–1907) · Wisconsin (1836–1848) · Iowa (1838–1846) · Oregon (1848–1859) · Minnesota (1849–1858) · New Mexico (1850–1912) · Oklahoma (1890–1907) · Utah (1850–1896) · Washington (1853–1889) · Kansas (1854–1861) · Nebraska (1854–1867) · Nevada (1861–1864) · Colorado (1861–1876) · Dakota (1861–1889) · Idaho (1863–1890) · Arizona (1863–1912) · Montana (1864–1889) · Wyoming (1868–1890) · Hawaï (1900–1959) · Alaska (1912–1959)
Niet-geïncorporeerde territoria: Guam (1898–) · Filipijnen (1898–1946) · Puerto Rico (1898–) · Amerikaans-Samoa (1899–) · Panamakanaalzone (1903–1979) · Amerikaanse Maagdeneilanden (1917–) · Noordelijke Marianen (1975–)
Onbewoonde eilanden en claims onder de Guano Islands Act: Phoenixeilanden (1856–1979) · Roncador Bank (1856–1981) · Serrana Bank (1856–1981) · Baker (1857–) · Jarvis (1858–) · Johnston (1858–) · Navassa (1858–) · Kingman (1860–) · Swaneilanden (1863–1972) · Howland (1867–) · Midway (1867–) · Quita Sueño (1869–1981) · Palmyra (1898–) · Wake (1899–) · Corn Islands (1914–1971)